# 小行星20345
小行星20345（20345 Davidvito）是一颗绕太阳运转的小行星，为主小行星带小行星。该小行星于1998年4月23日发现。

## 轨道参数
小行星20345的轨道半长轴为2.3388028 UA，离心率为0.097。